# خزامى برية
الخزامى البرية (الاسم العلمي: Horwoodia dicksoniae) (بالإنجليزية: Khozama أو Khuzama)‏ هي نوع من النباتات يتبع الفصيلة الكرنبية، وصفها عالم النبات الإنجليزي وليم برترام توريل. الخزامى البرية هي جزء من جنس هورووديّة Horwoodia. لم يُدْرَج أي نويع ضمن هذا النوع في دليل الحياة. ينتشر هذا النبات في السعودية والإمارات العربية المتحدة وقطر والبحرين والكويت والعراق والأردن وسيناء بمصر.